# Knightdale (Caroline du Nord)
Knightdale est une ville américaine située dans le comté de Wake dans l'État de Caroline du Nord. En 2010, sa population était de 11 401 habitants.

## Démographie
| 1930 | 1940 | 1950 | 1960 | 1970 | 1980 |
| ---- | ---- | ---- | ---- | ---- | ---- |
| 243  | 352  | 461  | 622  | 815  | 985  |

| 1990  | 2000  | 2010   | - | - | - |
| ----- | ----- | ------ | - | - | - |
| 1 884 | 5 958 | 11 401 | - | - | - |

## Source de la traduction
- (en) Cet article est partiellement ou en totalité issu de l’article de Wikipédia en anglais intitulé « Knightdale, North Carolina » (voir la liste des auteurs).